# Philip Blommaert
Philippe Marie (Philip) Blommaert (Gent, 27 augustus 1808 – aldaar, 14 augustus 1871) was een Belgisch schrijver actief binnen de Vlaamse Beweging en een persoonlijke vriend van Hendrik Conscience.

## Familie
Zijn grootvader was Jean-Jacques Blommaert (1739-1798), getrouwd met Thérèse Goethals (1739-1787), hij was licentiaat in de rechten, advocaat en pensionaris van de heerlijkheid Sint-Baafs in Gent. In 1797-1798 was hij voorzitter van de rechtbank voor het Scheldedepartement.
Zijn vader was Jacques Ferdinand Blommaert (1774-1827), getrouwd met Catherine Van den Bossche. Na rechtenstudies in Leuven en Brussel werd hij in 1804 advocaat. Onder het Verenigd Koninkrijk der Nederlanden werd hij in Gent gemeenteraadslid (1814-1824) en schepen (1818-1824). Vervolgens was hij gedeputeerde van de provinciale staten van Oost-Vlaanderen (1816-1827) en arrondissementscommissaris (1824). Hij behoorde tot de aanzienlijke groep van Gentse orangisten.

## Levensloop
Zoals zijn vader en grootvader, studeerde Blommaert aan het Koninklijk Atheneum aan de Ottogracht in Gent. Hij vervolgde met rechtenstudies aan de Rijksuniversiteit Gent, waar hij in 1829 tot doctor in de rechten promoveerde. Hij trouwde in 1842 met Theresia Charlotte Massez (1803-1865), uit een welgestelde Gentse familie. Haar vader, Charles Massez (1767-1843,) werd eerste voorzitter van het Gentse hof van beroep, was katholiek provincieraadslid en senator. Ze kregen twee kinderen: Karel Philip (1842-voor 1871) en Jean-Paul (1844-1873)). Massez bouwde het kasteel d'Hulst in Langerbrugge. Na zijn dood verbleef Philip Blommaert er 's zomers met zijn gezin. Een van zijn kleinzoons, Charles Blommaert (1868-1906), werd burgemeester van Oostakker.
Het grootste deel van zijn leven stond Blommaert als grondeigenaar ingeschreven, in 1860 als advocaat. Nochtans heeft hij nooit effectief als jurist gewerkt, wel als privéleraar.
Behalve tussen 1815 en 1838 in Heusden, woonde hij in de Gentse binnenstad, met vanaf 1843 het kasteel d'Hulst als buitenverblijf. Hij was een tijdje gemeenteraadslid in Gent en provincieraadslid van Oost-Vlaanderen, maar politiek was evenmin zijn roeping.
Rijk geboren als hij was, kon hij zich volledig toeleggen op zijn literaire activiteiten en het verenigingsleven. Blommaert schreef vanaf 1833 enkele gedichten, maar vooral historische artikelen over literaire en vaderlandse geschiedenis. Daarnaast was hij uitgever van Middelnederlandse teksten en een liberaal en Vlaamsgezind denker.
Blommaert publiceerde in verschillende literaire tijdschriften waaronder
- Nederduitsche letteroefeningen (1833)
- Bydragen der Gazette van Gend voor letteren, kunst en wetenschappen (1836)
- Belgisch museum voor de Nederduitsche tael- en letterkunde en de geschiedenis des vaderlands (1837)
- Kunst- en Letterblad (1840-1845)[3]
- Nederduitsch letterkundig jaarboekje (1843) en
- De Eendragt (1846).

Hij was lid van vele verenigingen en mede-oprichter van verschillende ervan, zoals
- Maetschappy van Vlaemsche Letteroefening, De tael is gansch het volk (1836)
- Maetschappy der Vlaemsche Bibliophilen (1839)
- het Vlaemsch Gezelschap (1846)
- Willemsfonds (1851).

Blommaert was een van de zeldzame leden van de hogere burgerij die de volkstaal sprak en verdedigde, daardoor was hij een belangrijke figuur binnen de Vlaamse Beweging. Hij publiceerde onder andere het pamflet Aenmerkingen over de verwaerloozing der Nederduitsche tael (1832) en was een van de indieners van het eerste Vlaams Petitionnement (1840).
In 1860 werd hij lid van de Belgische Koninklijke Academie voor Wetenschappen, Letteren en Schone Kunsten.
Na zijn overlijden werd zijn bibliotheek openbaar verkocht.

## Geen adel
In ongeveer alle publicaties die handelen over Philip Blommaert wordt vermeld dat hij tot de adel behoorde en het predicaat 'jonkheer' droeg. Hierbij is dan meestal vermeld dat hij, als Vlaamsgezinde, een uitzondering vormde binnen de adellijke stand. Nochtans is hier een vraagteken achter te stellen.
De werken die aan de Belgische adel gewijd zijn, en zich op een grote graad van wetenschappelijkheid kunnen beroepen (o.m. het standaardwerk van Luc Duerloo en Paul Janssens, Wapenboek van de Belgische adel en de reeksen van de État présent de la noblesse belge), vermelden nergens dat de Gentse familie Blommaert zowel in de Oostenrijkse tijd als in de periode van het Verenigd Koninkrijk der Nederlanden of van het Belgisch koninkrijk in de adelstand zou zijn opgenomen. Er moet dan ook besloten worden dat Philip Blommaert niet tot de adel behoorde.
Hij behoorde wel tot de hogere Gentse burgerij en had dus ongetwijfeld verdiensten door zich de taal en cultuur van het volk aan te trekken. Zijn opleiding, in volle tijd van de vernederlandsing, ook aan de Gentse universiteit, had ongetwijfeld vrucht afgeworpen. Hij had er onder meer de overtuigde Nederlandse-taalgezinden Johannes Schrant en Johan Thorbecke als leermeesters. Een van de beste vrienden van Philip Blommaert was de eveneens Vlaamsgezinde baron Jules de Saint-Genois. Hij telde nog meer adellijke telgen onder zijn verwanten en vrienden. Zijn zoon Jean-Paul Blommaert trouwde in 1867 met jonkvrouw Marie-Thérèse van Pottelsberghe de la Potterie (1841-1899). Ook bij dit huwelijk werd hij niet als adellijk aangeduid.

## Publicaties
(selectie)
- Aenmerkingen over de verwaerlozing der Nederduitsche tael (1832)[6]
- Geschiedenis der nederduitsche dichtkunst in België In: Nederduitsche letteroefeningen 1834, p. 124-136.[7]
- Liederik de Buck, episch gedicht (1834)[8]
- Theophilus, Gedicht der XIVe eeuw, gevolgd door drie andere gedichten van hetzelfde tydvak (1836, herdrukt in 1858 met negen andere gedichten[9])
- Ph. Blommaert (ed.), Der vrouwen heimelykheid, dichtwerk der XIVe eeuw. Gent z.j. [1843?]. Maetschappy der Vlaemsche Bibliophilen. Serie 2; no. 3. [10]
- Oudvlaemsche gedichten der XIIe, XIIIe en XIVe eeuwen (1838-1851, 3 delen)[11]
- Het beclach van Jonckheer Jan van Hembyse, dichtstuk der XVIe eeuw (1839)[12]
- Iwein van Aelst, historisch toneelstuk (1842)[13]
- Aloude geschiedenis der Belgen of Nederduitschers (1849)[14]
- Gedichten (1853)[15]
- De Nederduitsche schryvers van Gent (1861)[16]